# Rayville (Misuri)
Rayville es una villa ubicada en el condado de Ray en el estado estadounidense de Misuri. En el Censo de 2010 tenía una población de 223 habitantes y una densidad poblacional de 348,59 personas por km².

## Geografía
Rayville se encuentra ubicada en las coordenadas 39°20′52″N 94°3′53″O / 39.34778, -94.06472. Según la Oficina del Censo de los Estados Unidos, Rayville tiene una superficie total de 0.64 km², de la cual 0.64 km² corresponden a tierra firme y (0%) 0 km² es agua.

## Demografía
Según el censo de 2010, había 223 personas residiendo en Rayville. La densidad de población era de 348,59 hab./km². De los 223 habitantes, Rayville estaba compuesto por el 97.31% blancos, el 0.45% eran afroamericanos, el 0% eran amerindios, el 0% eran asiáticos, el 0% eran isleños del Pacífico, el 0% eran de otras razas y el 2.24% pertenecían a dos o más razas. Del total de la población el 1.35% eran hispanos o latinos de cualquier raza.